# Markusy
Markusy (Duits: Markushof) is een dorp in het Poolse woiwodschap Ermland-Mazurië, in het district Elbląski. De plaats maakt deel uit van de gemeente Markusy en telt 580 inwoners.